# Vallières-sur-Fier
Vallières-sur-Fier es una comuna nueva francesa situada en el departamento de Alta Saboya, de la región de Auvernia-Ródano-Alpes.

## Historia
Fue creada el 1 de enero de 2019, en aplicación de una resolución del prefecto de Alta Saboya del 7 de mayo de 2018 con la unión de las comunas de Val-de-Fier y Vallières, pasando a estar el ayuntamiento en la antigua comuna de Vallières.

## Demografía
Según los datos aportados en la resolución del prefecto de Alta Saboya, la comuna se crea con 2503 habitantes.

## Composición
| Comuna fusionada | Código INSEE | Población (2016) | Superficie (km²) | Densidad (hab./km²) |
| ---------------- | ------------ | ---------------- | ---------------- | ------------------- |
| Val-de-Fier      | 74274        | 666              | 10.11            | 66                  |
| Vallières        | 74289        | 1807             | 9.03             | 200                 |